# آندره ماسکویاک
آندره ماسکویاک (انگلیسی: André Maczkowiak؛ زادهٔ ۱ آوریل ۱۹۸۳) بازیکن فوتبال اهل آلمان است.
از باشگاه‌هایی که در آن بازی کرده‌است می‌توان به باشگاه فوتبال روت وایس اهلن، باشگاه فوتبال قوت-وایس ارفورت، باشگاه فوتبال روت‌وایس اسن، و باشگاه فوتبال کلن اشاره کرد.